# الویرا نوتاری
الویرا نوتاری (ایتالیایی: Elvira Notari ‏ ۱۰ فوریهٔ ۱۸۷۵ – ۱۷ دسامبر ۱۹۴۶) کارگردان فیلم، تدوین‌گر زن و از پیشگامان سینما و اولین کارگردان زن فیلم ایتالیا بود که بیش از شصت فیلم سینمایی و حدود ۱۰۰ فیلم مستند کارگردانی کرده‌است.
از فیلم‌های او می‌توان به ایتالیا بیدار گشته است اشاره کرد.